# Pediobius anastati
Pediobius anastati  (лат.) — вид паразитических наездников рода Pediobius из семейства Eulophidae (Chalcidoidea) отряда перепончатокрылые насекомые. Африка (Малави, Мали, Сенегал, Уганда). Переднеспинка с шейкой, отграниченной килем (поперечным гребнем). Щит среднеспинки с развитыми изогнутыми парапсидальными бороздками. Среди первичных хозяев такие насекомые, как бабочки Parnara gemella (Hesperiidae), Heteronygmia dissimilis (Lymantriidae), Cirina forda (Saturniidae), и Hoplocorypha sp., Solygia sulcatifrons, Sphodromantis gastrica, Sphodromantis viridis (Mantidae).